# BSF (授时台)
BSF是中华民国（台湾）经济部标准检验局国家时间与频率标准实验室拥有的授时台，此实验室是由位于桃园市杨梅区的中华电信研究院负责主持。电台位于桃园市中壢區，1966年开始筹建，1969年5月1日正式开播。开播时以5MHz的频率广播，1970年增加15MHz的频率。
由于“需求渐低”，2004年7月1日，BSF的短波停播。目前以77.5kHz的低频发送时间信号。

## 短波停播前技术参数
- 发射功率：2kW
- 時間調變信號：1 kHz正弦波
- 時間信號識別：秒信號5ms，分信號300ms，DUT1信號100ms
- 摩爾斯電碼報時：每小时9分、19分、29分、49分、59分
- 語音報時：每小时9分、19分、29分、49分、59分
- UT1正確度：0.1s（無線廣播）
- 頻率準確度：±2x10-11